# Ihor Łuczkewycz
Ihor Wałerijowycz Łuczkewycz, ukr. Ігор Валерійович Лучкевич (ur. 19 listopada 1973 we wsi Ołeksandriwka, w obwodzie chersońskim, Ukraińska SRR) – ukraiński piłkarz, grający na pozycji pomocnika, reprezentant Ukrainy, trener piłkarski.

## Kariera piłkarska

### Kariera klubowa
Wychowanek Torpeda Melitopol. Jako 16-latek przyszedł do Orbity Zaporoże, gdzie zauważyli go selekcjonerzy Metałurha. W 1991 rozpoczął karierę piłkarską w klubie Metałurh Zaporoże. W 1998 rozegrał 14 spotkań w składzie Metałurha Donieck i został sprzedany do Karpat Lwów. Przez ciągle kontuzje coraz mniej występował w podstawowej jedenastce i w 2003 został wypożyczony do Tawrii Symferopol. Po zakończeniu wypożyczenia ponownie wrócił do Metałurha Zaporoże, w którym w 2005 roku przestał występować.

### Kariera reprezentacyjna
13 sierpnia 1996 zadebiutował w reprezentacji Ukrainy w spotkaniu towarzyskim z Litwą wygranym 5:2. Łącznie rozegrał 2 gry reprezentacyjne.

## Kariera trenerska
Po zakończeniu kariery piłkarskiej rozpoczął karierę trenerską. Pozostał w zaporoskim klubie, w którym zakończył karierę, pełniąc funkcje asystenta trenera drugiej drużyny Metałurha. Od 14 do 24 lipca 2012 pełnił obowiązki głównego trenera Metałurha. 21 grudnia 2013 przeniósł się do sztabu szkoleniowego FK Połtawa.

## Sukcesy i odznaczenia

### Sukcesy klubowe
- finalista Pucharu Ukrainy: 1999 (z Karpatami)

### Sukcesy indywidualne
- członek Klubu 300.
- rekordzista Metałurha Zaporoże w liczbie rozegranych meczów - 215 spotkań.